# Vlajka Severní Osetie-Alanie

Vlajka Severní Osetie-Alanie
Poměr stran: 2:3

Vlajka Severní Osetie-Alanie, jedné z autonomních republik Ruské federace, je tvořena 
listem o poměru stran 2:3 se třemi vodorovnými pruhy, bílým, červeným a žlutým.
Vlajka je (až na poměr stran) stejná jako vlajka Jižní Osetie, nezávislého státu, který však není mezinárodně uznán a jehož území je okupované Ruskem, de jure je však součástí Gruzie.
Vlajka byla uzákoněna 24. listopadu 1994.

## Vlajka prezidenta Severní Osetie-Alanie
Prezident Severní Osetie-Alanie užívá vlajku o poměru stran 1:1 s uprostřed umístěným státním znakem. Vlajka je (až na poměr stran) stejná jako vlajka jihoosetského prezidenta.

Vlajka prezidenta Severní Osetie-Alanie Poměr stran: 1:1